# Hemisynnema malayasianum
Hemisynnema malayasianum är en svampart som beskrevs av Subram. 1995. Hemisynnema malayasianum ingår i släktet Hemisynnema, divisionen sporsäcksvampar och riket svampar.   Inga underarter finns listade i Catalogue of Life.